# برندن بوید
برندن بوید (به انگلیسی: Brandon Boyd) (زادهٔ ۱۵ فوریه ۱۹۷۶) هنرمند موسیقی، نویسنده و بازیگر اهل آمریکا است. او بیشتر به‌عنوان خوانندهٔ گروه راک اینکیوبوس شناخته شده‌است.
بوید که زادهٔ Van Nuys کالیفرنیا است دوران کودکی‌اش را در منطقهٔ کالاباساس لس‌آنجلس گذراند. پدر و مادرش هردو در صنعت سرگرمی‌سازی تجربه داشتند و از زمان کودکی بوید در پرورش استعداد هنری‌اش نقش داشتند. بوید در سال ۱۹۹۱ و زمانی که در دبیرستان کالاباساس کالیفرنیا مشغول به تحصیل بود اینکیوبوس را به‌همراه مارک اینزیگر (گیتاریست)، خوزه پاسیلاس (درامر) بنیان گذاشتند. پس از مدتی الکس کاتیونیچ (باسیست) و گیوین کاپل (دی‌جی) به آن‌ها پیوستند که بعداً جای‌شان را به بن کندی و کریس کیلمور دادند. بوید در سال ۱۹۹۴ از دبیرستان فارغ‌التحصیل شد و پس از آن وارد کالج مورپارک در ونتورا کانتری شد. اینکیوبوس در سال‌های آغازین دههٔ ۲۰۰۰ میلادی تبدیل به یکی از محبوب‌ترین گروه‌های آلترنتیو متال شد. موسیقی آن‌ها در ابتدای فعالیت‌شان به‌شدت از رد هات چیلی پپرز تاثیر گرفته‌بود به فانک متال گرایش داشت؛ اما در سال‌های بعد به سبک‌های دیگری مانند ترش، رپ متال، پست گرانج و آلترنتیو متال پرداختند.
بوید در سال ۲۰۱۰ اولین و تنها آلبوم شخصی‌اش به‌نام The Wild Trapeze را منتشر کرد. جیسن بوید خوانندهٔ پیشین گروه راک آدیوونت برادر کوچک‌تر اوست.